# Sleekflow
SleekFlow是一個一站式即時社交通訊的人工智能整合平台軟體。現時總部設於新加坡、香港，業務擴展至阿拉伯聯合大公國、英國、馬來西亞、巴西、印尼等地區。

## 歷史

### 公司成立
SleekFlow於2019年11月正式推出服務。
2021年5月公布獲得七位數字港元的Pre-A輪投資，投資者為阿里巴巴創業者基金的資金經理戈壁創投。
2022年6月，SleekFlow宣佈完成800萬美元A輪融資，由老虎環球基金(Tiger Global Partners)領投，其他投資者包括Transcend Capital及AEF大灣區創業基金。

## 產品
SleekFlow是軟體即服務（Software as a Service，SaaS）模式。

## 資料來源
1. ↑  . 經濟日報. 2021-01-23. （原始内容存档于2021-07-16）.
2. ↑  . startupinno. 2021-05-10. （原始内容存档于2021-07-18）.
3. ↑  . 香港文匯網 www.wenweipo.com.   [2022-11-28]. （原始内容存档于2022-11-28）.
4. ↑  . 經濟一週. 2021-06-06. （原始内容存档于2021-07-18）.
5. ↑  . 信報. 2021-05-07. （原始内容存档于2021-07-15）.
6. ↑  . 頭條日報. 2022-06-23. （原始内容存档于2022-07-01）.
7. ↑  . 經濟一週. 2021-06-06. （原始内容存档于2021-07-18）.